# Дом № 0 (Балтимор)
Дом № 0 (англ. Null House) — это исторический дом, расположенный в Балтиморе, штат Мэриленд, США. Это 2+1⁄2 этажный дом с деревянным каркасом, построенный между 1792 и 1794 годами. Фасад представляет собой одноэтажный деревянный магазин в итальянском стиле с большими витринами и двумя входами. Чтобы спасти здание от сноса, 28 сентября 1980 года его переместили на нынешнее место, которое находится в 300 футах к северо-востоку от его первоначального местоположения.
Дом № 0 был внесён в Национальный реестр исторических мест США 27 января 1983 года.

## Галерея

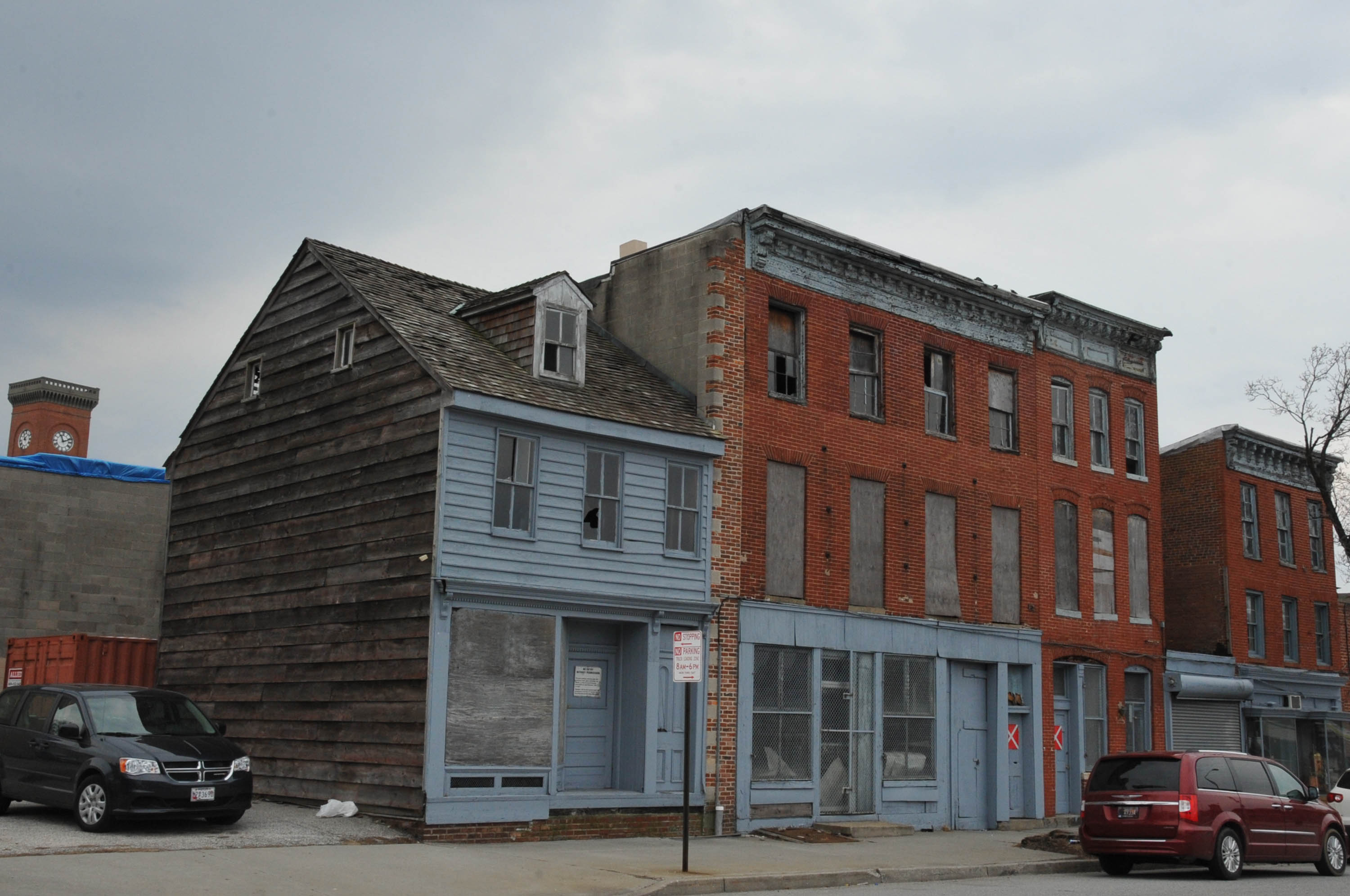
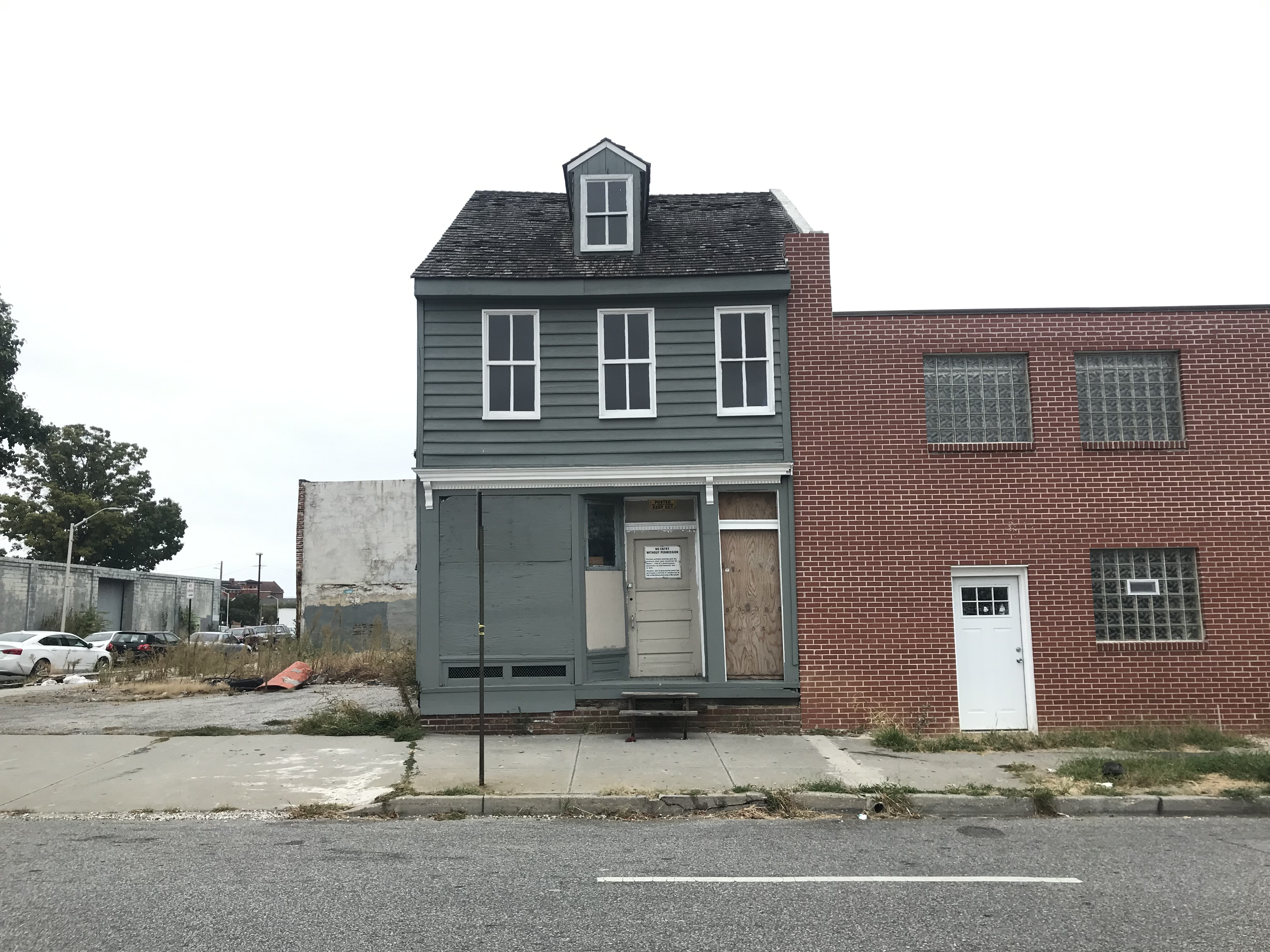
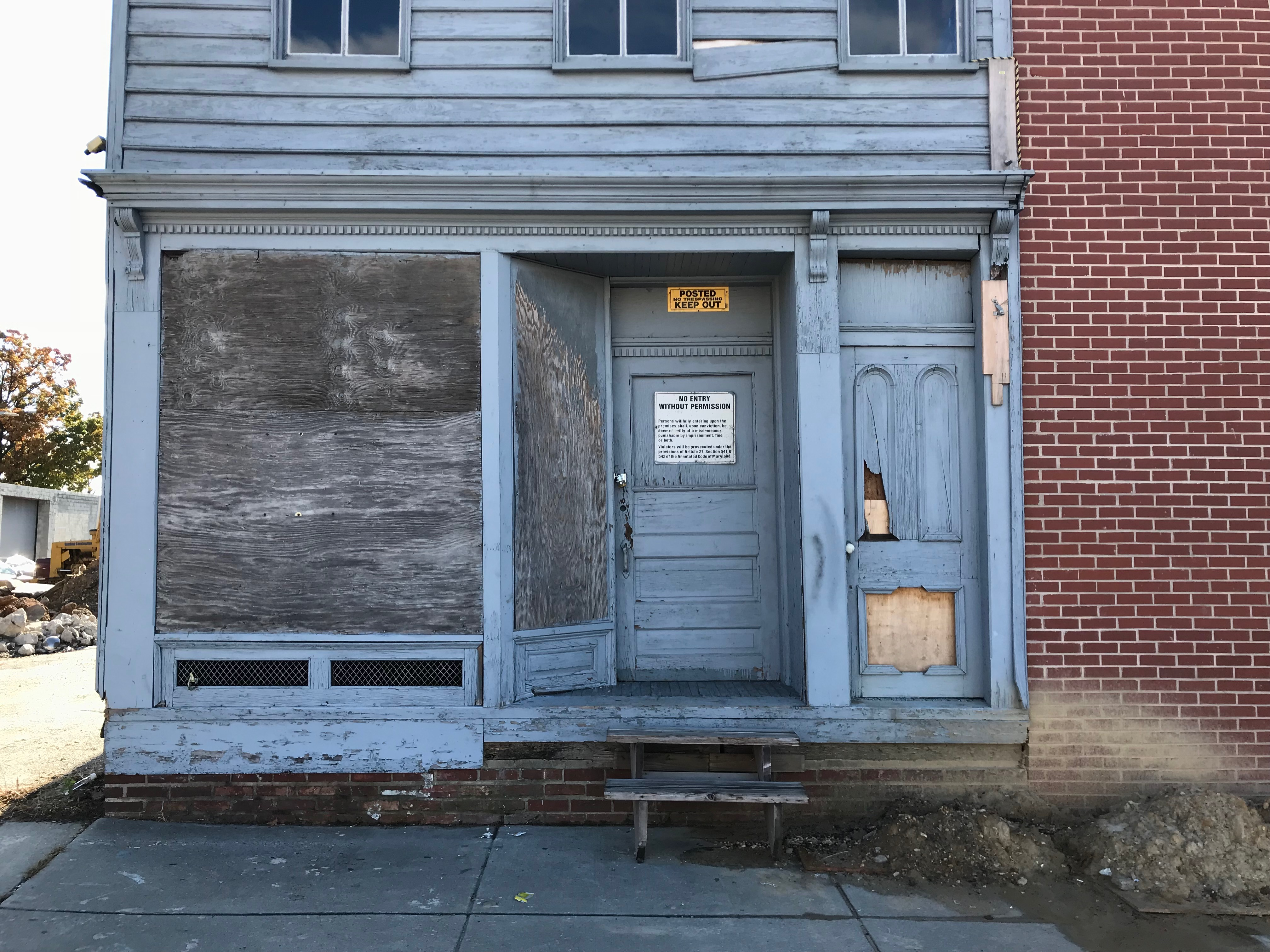
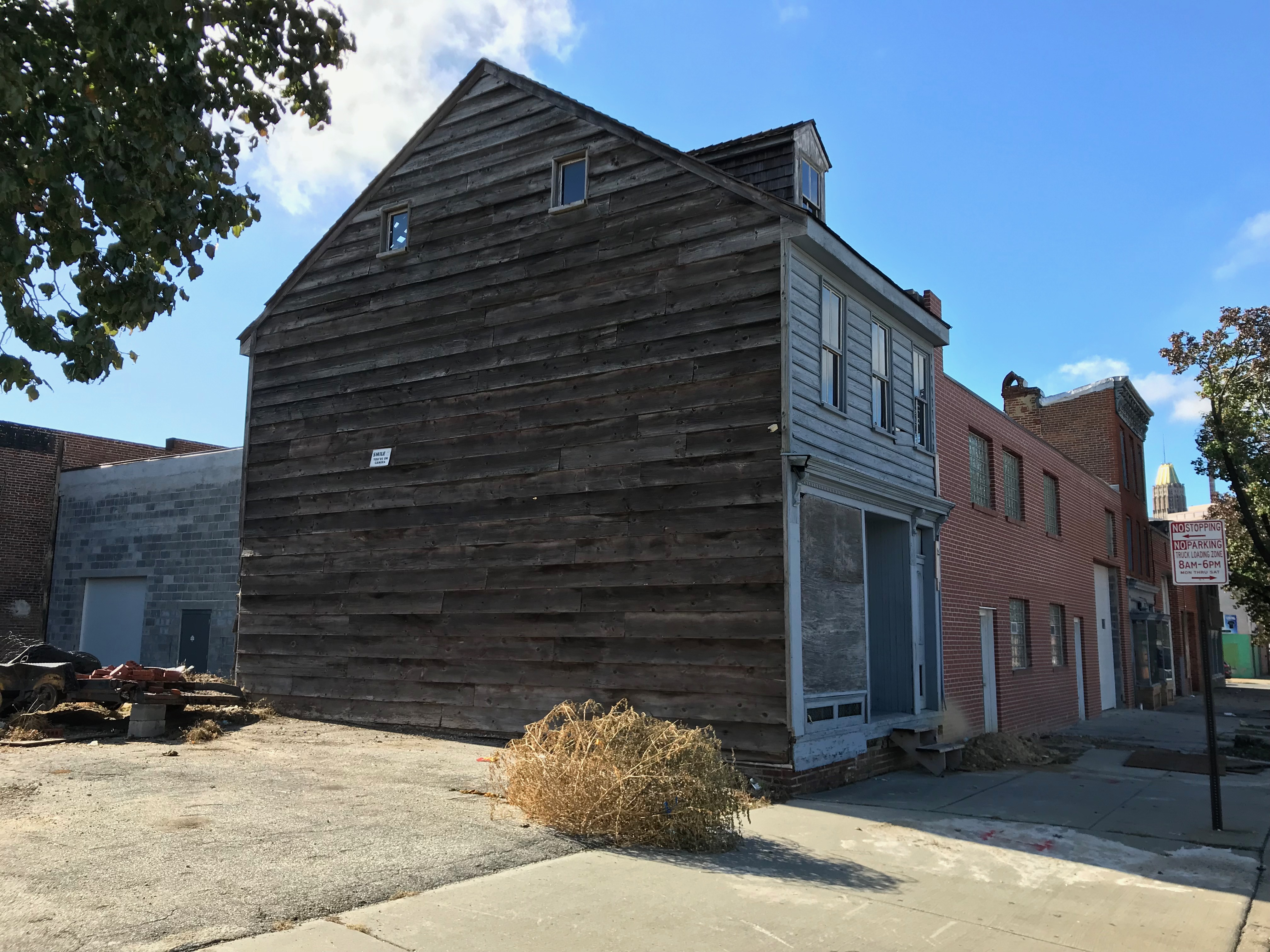